# Tamatoa Wagemann
Tamatoa Wagemann (Papeete, 18 de março de 1980) é um futebolista taitiano que atua como zagueiro. Atualmente joga pelo AS Dragon e defende a Seleção Taitiana de Futebol.

## Estatísticas
| Taiti | Taiti | Taiti |
| Ano   | Jogos | Gols  |
| ----- | ----- | ----- |
| 2011  | 2     | 0     |
| 2012  | 5     | 0     |
| Total | 7     | 0     |

## Títulos
- Copa das Nações da OFC:

Vencedor (1): 2012